# Elachiptera cultrata
Elachiptera cultrata är en tvåvingeart som beskrevs av Wheeler och Forrest 2002. Elachiptera cultrata ingår i släktet Elachiptera och familjen fritflugor. Inga underarter finns listade i Catalogue of Life.